# Coenonympha defasciata
Coenonympha defasciata är en fjärilsart som beskrevs av Uffeln 1927. Coenonympha defasciata ingår i släktet Coenonympha och familjen praktfjärilar. Inga underarter finns listade i Catalogue of Life.